# ゾーイ・モーザート
ゾーイ・モーザート（Zoë Mozert、1907年4月27日 - 1993年2月1日）は、アメリカ合衆国の女性イラストレーター。20世紀初頭のもっとも高名なピンナップ画家およびモデルの一人である。Joyce BallantyneやPearl Frushらと並ぶ、数少ない女性ピンナップ画家である。しばしば彼女自身をモデルとして、カレンダーや雑誌表紙に写実的な女性を描いた。

## 経歴
1907年4月27日、コロラド州コロラドスプリングスに生まれる。出生名Alice Adelaide Moserであるが、「こんな名前では有名になれない」と自らの意思で本名を変更。
1925年、Pennsylvania Museum School of Industrial Artに入学、ハワード・パイルの元教え子のソーントン・オークリーに師事する。学費を稼ぐため、美術モデルとして働く。
1927年、アーティストとしてのキャリアを開始。
1932年、ニューヨークに移る。それからの4年間、400を超える映画誌や文芸誌の表紙を描いた。1937年、映画『True Confession』の広告アートを描くようパラマウント・ピクチャーズからオファーが来る。1938年、ミス・アメリカの審査員。1941年、出版社Brown & Bigelowが彼女にとって初のヌード画を買う。同社はカレンダーのためにゾーイと独占契約を結ぶ。1950年までには「Brown & Bigelow四天王big four」の一角を占めていた（残りの3人はロルフ・アームストロング、アール・モラン、ジル・エルブグレン）。
1946年から1956年までハリウッドを拠点に活動。映画の広告ポスターなどで業績を残す。1956年、アリゾナ州に移る。1958年、芸術家のHerb Rhodesと結婚。2年後に離婚。1993年2月1日、アリゾナ州にて死去。
映画『ならず者』のポスター、『Calendar Girl』の小道具として使われたピンナップなどで知られる。